# دو ران
شركة دو ران (بالإنجليزية: Doe Run Company)‏ هي أكبر منتج للرصاص المتكامل في أمريكا الشمالية وأكبر منتج للرصاص الأولي في العالم الغربي. وتمتلك مسابك الرصاص أساسية (واحد فقط تعمل)، وخمسة مصانع (أربعة منها تعمل)، وعدة مناجم، أكبر شركة في العالم لصهر الرصاص الثانوي، كلها في جنوب شرق ولاية ميسوري الأمريكية، ومصهر للمعادن في لا أورويا ومنجم النحاس في كوبريزا، وكلها في بيرو، ومرافق تصنيع الرصاص في ولايتي أريزونا وواشنطن. وهي مملوكة بالكامل من قبل مجموعة رينكو التي هي بدورها مملوكة بالكامل لعائلة رئيس الشركة والرئيس التنفيذي آيرا رينيرت. وكان الإنتاج الأولي الإجمالي في عام 2005 بنحو 376,200 طن متري من الرصاص، أي ما يعادل 11.5٪ من الإنتاج العالمي في ذلك العام. دو ران تشغل أيضا 123,800 طن متري من الرصاص الثانوي والحمولات الصغيرة من الزنك والنحاس في التركيز.